# 楢崎将作
楢崎 将作（ならざき しょうさく、文化10年（1813年） - 文久2年正月20日（1862年2月18日））は、幕末の医師。奈良崎大造豊明の子。氏は藤原、諱は貺（たまう）。字は大蔵。東崦、繁杏と号した。

## 人物
楢崎家は元は長州藩士であったが、祖父源八郎の時に除籍処分となって京都柳馬場三条南で医者を開業した。父大造も同地で医者を営んでいる。
父を継いで、京都で内科・外科医を営んだ。また青蓮院宮尊融法親王の侍医として召されている。一方で頼三樹三郎らの尊王の志士らと積極的に交流した。そのために安政5年（1858年）安政の大獄に連座して捕えられた。翌年には釈放されるが、文久2年（1862年）京都の自宅で没した。
墓所は京都市左京区八瀬秋元町の西林寺。

## 家族
- 重野 貞（しげの さだ、生没年不詳）
将作の妻。重野庄兵衛の娘。将作との間に二男三女を儲けた。
- 楢崎 龍（ならさき りょう、天保12年（1841年）　– 明治39年（1906年）1月15日）
将作の長女。坂本龍馬の妻。
- 中沢 光枝（なかざわ みつえ、嘉永元年（1848年） - 昭和元年（1926年））
将作の次女。母は貞。中沢助蔵の妻。姉のお龍の墓を建立した。
- 菅野 起美（すがの きみ、嘉永5年（1852年） - 昭和9年（1934年）9月20日）
将作の三女。母は貞。菅野覚兵衛の妻。
- 楢崎 太一郎（ならざき たいちろう、安政4年（1857年） - 大正14年（1925年）9月1日）
将作の長男。母は貞。父の家督を相続した。別名・黒沢直次郎。
- 楢崎 健吉（ならざき けんきち、安政6年（1859年） - 没年不詳）
将作の次男。母は貞。